# إرنست ك. زينر
إرنست ك. زينر (بالألمانية: Ernst K. Zinner)‏ هو فيزيائي نمساوي، ولد في 30 يناير 1937 في Sankt Peter in der Au ‏ في النمسا، وتوفي في 30 يوليو 2015.